# Giorgio Ferrari (compositore)
Giorgio Ferrari (Genova, 24 dicembre 1925 – 13 gennaio 2010) è stato un compositore italiano.

## Biografia
Ha compiuto gli studi classici e musicali a Torino, conseguendo la laurea in giurisprudenza e i diplomi di violino e di composizione, sotto la guida dei Maestri Bellardi e Maghini. Frequentò anche le lezioni di Carlo Zecchi sulla direzione d'orchestra, tenute all'Accademia Chigiana di Siena.
Successivamente si è dedicato alla composizione, affermandosi in numerosi concorsi internazionali e ottenendo, fra gli altri, il Premio 'Serate Musicali Fiorentine', il Premio della Critica a Parigi nel concorso di Divonne-les-Bains, il Primo Premio al Concorso 'Regina Maria José' a Ginevra, il Primo Premio al Concorso per quartetto d'archi di Liegi.
Ha scritto musica sinfonica, musica da camera e cinque lavori teatrali: le opere liriche Cappuccia, Lord Savile, I mantici, Il cerchio e lo spettacolo di danza Ludus.
Dal 1961 al 1966 è stato Direttore del Conservatorio di Sassari, dal 1966 al 1978 insegnante di Composizione al Conservatorio di Torino, di cui è stato anche Direttore per 16 anni, dal 1978 al 1994.
Si è anche impegnato, oltre all'attività di compositore, di direttore d'orchestra e di didatta, anche nel ruolo di organizzatore della vita musicale italiana, rivestendo la carica di Direttore Artistico del Teatro Regio di Torino dal 1968 al 1970, all'Autunno Musicale Trevigiano dal 1975 al 1978. Dal 1987 Direttore Artistico e Presidente delle Giurie del Premio Paganini - Concorso Internazionale di Violino di Genova. Per tale attività il Comune di Genova gli ha conferito il Grifo d'Oro. È stato Accademico Effettivo dell'Accademia Nazionale di Santa Cecilia a Roma ed in riconoscimento della sua attività il Capo dello Stato gli ha conferito, con Decreto del Giugno 1994, il diploma dei Benemeriti della Scuola, della Cultura e dell'Arte.